# Velorex

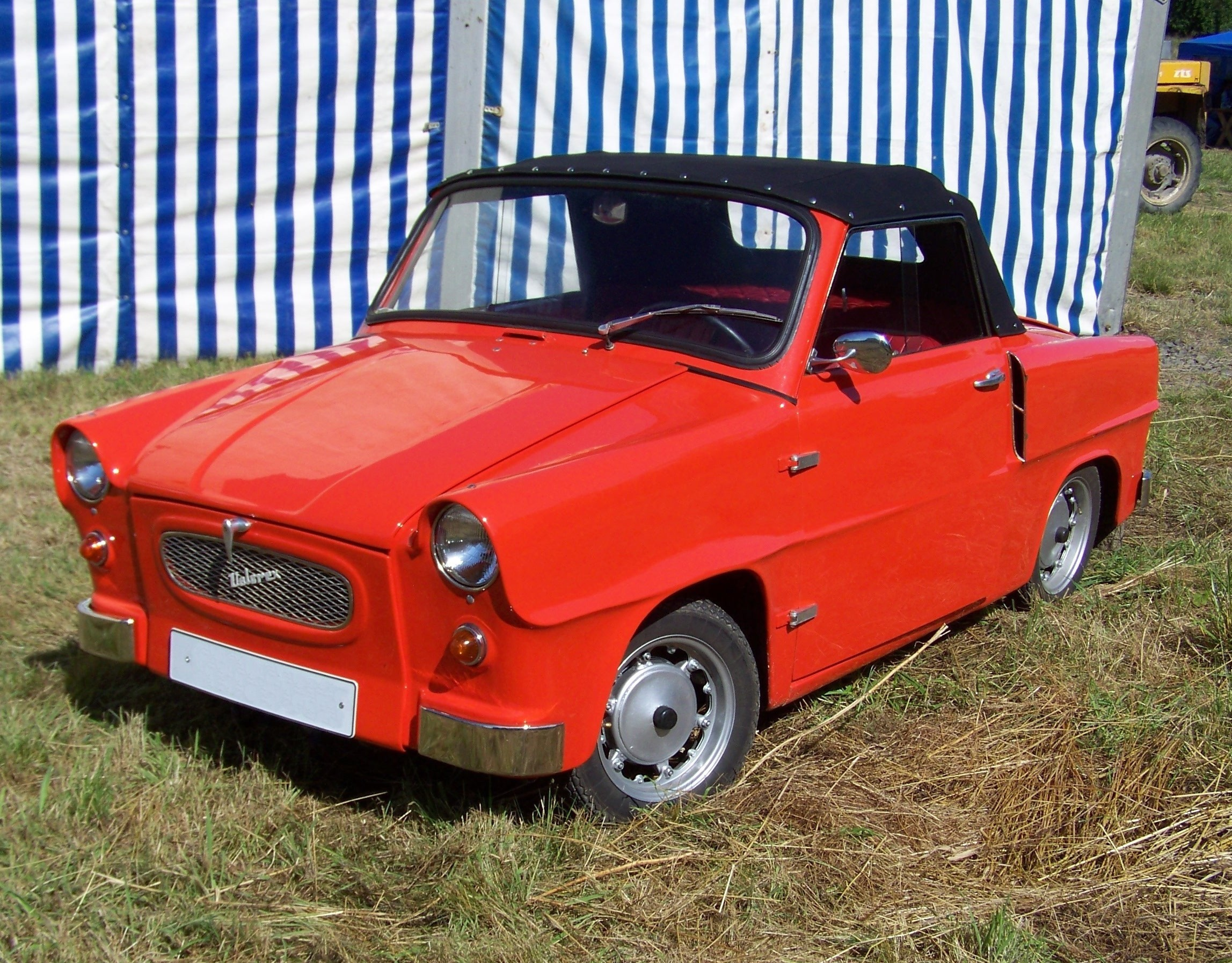
Velorex 1960

Velorex je původně tříkolové vozítko s trubkovým rámem potaženým koženkou. Jedná se o jediné homologované vozidlo s plátěnou karoserií na světě. Jeho konstruktéry jsou bratři Stránští, František Stránský (1914⁠–⁠1954) a Mojmír Stránský (1924⁠–⁠2011).
Velorex byl vyráběn původně jako malosériová výroba bratrů Stránských, později po znárodnění ve velodružstvu Solnice jako vozítko pro invalidy. Po ukončení výroby tříkolových Velorexů (vyrobeno 15 300 kusů) byly vyráběny ještě čtyřkolové Velorexy (1 380 kusů), slávy svých tříkolových předchůdců však nedosáhly. Až do konce 2. tisíciletí k řízení Velorexu stačilo mít řidičský průkaz skupiny A (motocykl). V současné době je nutné mít řidičský průkaz skupiny A1 (motocykl od 16 let). Velorexy je možné najít po celé Evropě, několik jich jezdí i v Asii, v Americe a jeden dokonce v Austrálii. Nejslavnější z Velorexů si zahrál ve filmu Vrchní, prchni, ve kterém jej řídil Josef Abrhám. Ve 3. díle seriálu Dobrá Voda Velorex řídila Jiřina Bohdalová. V povídkovém cyklu Hvězdy nad Syslím údolím si Velorex vydatně zahrál po boku Josefa Dvořáka a Zuzany Bydžovské. Velorex se objevil také v nizozemském filmu Momentky (anglicky Snapshots) a objevil se i v britském pořadu Top Gear. Trojkolový Velorex se objevil ve filmu Vrchní, prchni a čtyřkolový Velorex byl vidět ve filmu Ať žijí duchové.
Každý rok se koná několik srazů Velorexů. Prvním a zároveň největším srazem co do počtu účastníků je jarní sraz v Boskovicích. Dalším hojně navštěvovaným srazem býval sraz na hradě Lipnice v Lipnici nad Sázavou; v roce 2009 se konal desátý ročník tohoto srazu, který byl ročníkem posledním.

## Vývoj
Vozidlo bylo původně bratry Stránskými označováno jako OS-KAR (kára na ose) na 19" kolech. Později ve znárodněném podniku byl vyráběn typ Oskar 16 přejmenovaný dle velikosti kol 16 (v technickém průkazu je ale již uváděno označení Velorex 16/250) a ještě později bylo vozítko přejmenováno na Velorex typu 16/175 a následně Velorex 16/350 (král kol). První číslo značí rozměr kol, druhé zdvihový objem motoru.

## Motorizace
- Typ OS-KAR vybavený motorem z motocyklu Jawa 11 o objemu 250 cm³ (lidově zvaný Pérák)
- Typ 16/250 vybavený motorem z motocyklu Jawa 250 typ 353 o objemu 250 cm³ (lidově zvaný Kývačka)
- Typ 16/350 a čtyřkolý 435 vybavený motorem Jawa 572 o objemu 350 cm³ – motor je lehce odlišný pro mechanickou (typ 572-3) a hydraulickou (typ 572-4) spojku. V posledních letech výroby se používal lehce modifikovaný motor z motocyklu Jawa 350 typ 360 (lidově zvaný Panelka)
- Typ 16/175 vybavený motorem Jawa 505 o objemu 175 cm³ z tříkolky Čezeta rikša

Motory 250 cm³ a 350 cm³ pocházejí z motocyklů Jawa, motor 175 cm³ z motocyklu ČZ (skútr 505 lidově zvaný Rikša). Motory typu 572 (350 cm³) a 175 mají kromě ručního startování pákou možnost startovat i za pomoci dynamostartéru.

## Přestavby
Některé z Velorexů jejich majitelé místo původního koženkového potahu vybavili laminátovou nebo plechovou karosérií. Dokonce se objevila i úplně přestavěná vozítka. Takový Velorex může být zcela historicky znehodnocen a jeho případná renovace bude velmi obtížná a nákladná, ne-li nemožná, na druhou stranu může jeho historická hodnota být právě v tom, že se jedná o přestavbu a jako taková bývá většinou jedinečná.
Hoba (HOnc BAkov) je přestavba Velorexu, jejímž autorem je František Honc z Bakova nad Jizerou. Existují dvě vozítka Hoba I a jedno vozítko Hoba II. Na rozdíl od Velorexu mají laminátovou karoserii.
První z vozítek Hoba I vzniklo okolo roku 1975 přestavbou Velorexu 16/250, druhé přestavbou Velorexu 16/350. Obě jsou provedena v červené barvě. Obě vozítka Hoba I se od sebe liší pouze v detailech. Jako koncová světla byla použita koncová světla z vozů Škoda Octavia se špičatými směrovkami.
Vozítko Hoba II vzniklo přestavbou Oskara 54 okolo roku 1979. Karosérie je vyrobena z celku z laminátu. Je provedeno v zelené barvě. Jako zadní svítilny byly použity sdružené svítilny z vozů Škoda 100.

## Přezdívky
Velorexu se v tehdejším Československu přezdívalo např. hadrák, hadraplán, hadrolet, husí stehno, montgomerák, velouš, chroust, netopýr, pytel na mrzáky, splašené trubky, či prchající stan.